# جورج فلويد (لاعب كرة قدم أمريكية)
جورج فلويد (بالإنجليزية: George Floyd)‏ هو لاعب كرة قدم أمريكية أمريكي، ولد في 21 ديسمبر 1960 في تامبا في الولايات المتحدة.

## وصلات خارجية
- جورج فلويد على موقع مرجع كرة القدم المحترفة.كوم (الإنجليزية)